# Échenilleur pourpré
Campephaga quiscalina
Espèce
Statut de conservation UICN

LC : Préoccupation mineure
L'Échenilleur pourpré (Campephaga quiscalina) est une espèce d'oiseaux de la famille des Campéphagidae.

## Description
C’est un petit oiseau d’une vingtaine de centimètres, qui possède un fort dimorphisme sexuel. Les mâles sont tout noir avec des reflets vert bleuté dessus et violet sur les parties inférieures et les côtés de la tête. Il possède parfois une zone orangée à la base du bec. Les femelles ont un dos vert olive à brun, une tête grise, la gorge claire, et des parties inférieures jaune pâle. Le juvénile ressemble à la femelle mais possède en plus des tâches noir effacé et blanches sur les joues, la gorge et la poitrine, le ventre et même les ailes.
L’Échenilleur pourpré pousse quelques tsiiouup appuyés. Il n'est pas particulièrement loquace.

## Habitat
C’est un oiseau arboricole qui se promène en hauteur dans la canopée,, à la recherche d’insectes divers. Elle se plaît dans diverses déclinaisons de forêt : galerie, tropicale dense, secondaire ou ‘primaire’, de montagne, ou encore en savane arborée. Elle est généralement discrète.

## Répartition et sous-espèces
Son aire fragmentée s'étend à travers l'Afrique subsaharienne :
Selon la classification de référence du Congrès ornithologique international (15.1, 2025) il se répartit en trois sous-espèces :
- C. q. quiscalina Finsch, 1869 — de part et d'autre du pourtour du golfe de Guinée ;
- C. q. martini Jackson (d), 1912 — du nord-est de la RDC à l'ouest du Kenya ; nord de la Zambie et régions environnantes ;
- C. q. muenzneri Reichenow, 1915 — est de la Tanzanie.

## Statut de conservation
L'espèce est considérée comme de préoccupation mineure par l’UICN en 2021 ; même si la population aurait tendance à décroître.

## Dénomination
Ce taxon porte en français les noms vernaculaires ou normalisés suivants : Échenilleur pourpré,.

## Systématique
Le nom valide complet (avec auteur) de ce taxon est Campephaga quiscalina Finsch, 1869.